# Погребы (Брасовский район)
Погребы́ — посёлок в Брасовском районе Брянской области, административный центр Погребского сельского поселения. 
 Расположен в 10 км к северо-западу от пгт Локоть, на автодороге М3 Москва—Киев. Население 1503 человека (2010) — крупнейший сельский населённый пункт района.
В посёлке расположена одноимённая железнодорожная станция на линии Брянск—Льгов (схема «Навля — Нежеголь»). Имеется отделение почтовой связи, сельская библиотека. Значительная часть жилого фонда представлена многоквартирными домами (до 5 этажей). Также, имеется школа, дом культуры, детский сад, сельскохозяйственные и продуктовые магазины, аптечный пункт, офис врача общей практики, парикмахерская, магазин компьютерных услуг.

## История
Впервые упоминается в 1707 году как деревня в составе Брасовского стана Севского уезда (также называлась Погребки, для отличия от одноимённого села того же уезда). Входила в приход села Алешанка. В XVIII—XIX вв. — владение Апраксиных.
В 1778—1782 гг. входила в Луганский уезд, затем вновь в Севском уезде (до 1929), с 1861 года — в составе Апраксинской (Брасовской) волости. С 1929 года в Брасовском районе.
В 1897 году близ деревни был устроен железнодорожный разъезд (ныне — станция), при которой возник самостоятельный населённый пункт. В 1964 году деревня Погребы и одноимённый посёлок при железнодорожной станции были объединены в посёлок Погребы. С 1920-х гг. по 1975 год — в Александровском (Алешанском) сельсовете, в 1975—2005 гг. — в Дубровском сельсовете.
| Годы      | 1858 | 1866 | 1897 | 1926 | 1979 | 1989 | 2002 | 2010 |
| --------- | ---- | ---- | ---- | ---- | ---- | ---- | ---- | ---- |
| Население | 302  | 332  | 617  | 997  | 1238 | 1667 | 1624 | 1503 |